# جزيرة صلبوخ

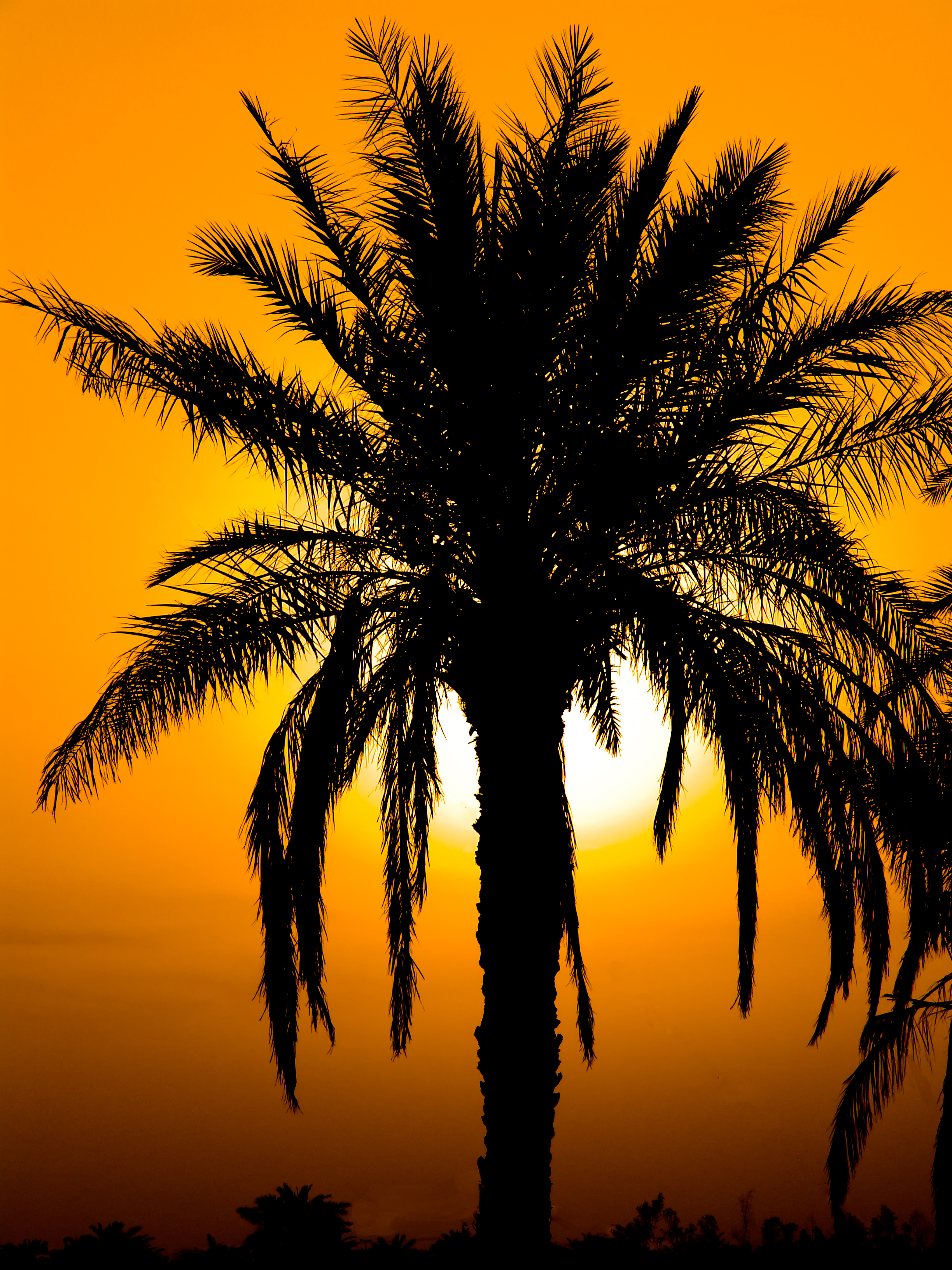
النخيل وغروب الشمس في جزيرة مينو الواقعة في الخليج العربي

جزيرة صلبوخ هي جزيرة إيرانية تقع على شط العرب في إقليم الأحواز بين المحمرة وعبادان يقطنها المسلمين العرب وتعرف أيضاً بجزيرة الحاجي صلبوخ تشتهر بمناطقها الزراعية سكانها يمارسون التجارة ويقطنها العديد من المهاجرين البحارنة من أصول بحرينية.

## مقال نشر عن جزيرة صلبوخ
صرح المدعو «إحسان ايرواني» في يوم الأحد الموافق 7-8-2011 لوكالة ايرنا للأنباء، بأن وجود مقاومة كبيرة من قبل المواطنين الأحوازيين في جزيرة صلبوخ عرقلت بشكل كبير بناء وتكميل مشروع «منطقة أروند الحرة» (شط العرب) الاقتصادي ألكبير كما سبب في تعطيل العمل في ورشتين على الأقل كل أسبوع.
وأضاف «ايرواني» الذي يعتبر أحد أكبر مسؤولي هذا المشروع بأن–المباحثات- التي جرت خلال الأربعة أشهر الماضية مع أصحاب الأراضي الساحلية التي سيبنى المشروع الإستيطاني عليها والذين يبلغ عددهم 45 شخصا لم تكن ايجابية وواجهنا رفضا من أصحاب الأراضي.
علما بأن هذا المشروع الذي أتت به الدولة الفارسية تحت اسم مشروع اقتصادي ليس الوحيد من نوعه، فقد مر على المواطنين الأحوازيين العديد من المشاريع التي تهدف إلى سلب أراضيهم تحت مسميات وحجج عديدة كالتي شهدتها المدن الأحوازية الأخرى. ثم لا يخفى على الجميع أن الدولة الفارسية تسعى هذه الأيام لبسط سيطرتها بشكل أكبر على المناطق الحدودية المجاورة للعراق خاصة المدن والمناطق القريبة لشط العرب، كما وتسعى من وراء إنشاءها لمشاريع وهمية تهجير المواطنين الأحوازيين وسلب أراضيهم من جهة وللسيطرة على الثوار والمواطنين الأحوازيين الذين قد يلجئوا للعراق بسبب البطش من جهة ثانية، وأيضا لتقوم بتثبيت قواعدها على المناطق الحدودية لتسهيل عملية مد عملائها وميليشياتها وفيالقها في العراق بجميع أشكال الدعم من جهة أخرى.